# Bjerrede
Bjerrede ligger på Sydsjælland og er en lille landsby i Terslev Sogn. Nær landsbyen findes Munkeskov. Der er 11 kilometer til nærmeste større by som er Haslev. Bjerrede ligger i Faxe Kommune og tilhører Region Sjælland.
|  | Denne artikel om lokaliteten Bjerrede kan blive bedre, hvis der indsættes et (bedre) billede. Du kan hjælpe ved at afsøge Wikimedia Commons for et passende billede eller lægge et op på Wikimedia Commons med en af de tilladte licenser og indsætte det i artiklen. |

55°23′12″N 12°01′51″Ø / 55.38667°N 12.03083°Ø